# Peter Arnold (Fußballspieler)
Peter Arnold (* 10. November 1958) ist ein ehemaliger deutscher Fußballspieler, der neben einem Spiel in der DDR-Oberliga, der höchsten Spielklasse im DDR-Fußball, nur Zweitligafußball betrieb. 

## Sportliche Laufbahn
Die ersten Spiele im Erwachsenenbereich bestritt Peter Arnold 1976/77 für den 1. FC Lokomotive Leipzig in der Nachwuchsoberliga  als Libero. 1979 absolvierte er in Leipzig seine letzten vier Nachwuchsspiele, wobei er im vierten Spiel einen Platzverweis erhielt. 
Im November 1979 spielte Arnold zum ersten Mal in der zweitklassigen DDR-Liga als Wehrpflichtiger bei der Armeesportgemeinschaft Vorwärts Dessau. Er entwickelte sich dort zum Stammspieler und wurde auch in Dessau in der Verteidigung eingesetzt. Bis zum Ende seiner Militärzeit im April 1981 kam er auf 48 Ligaeinsätze, in denen er auch zwei Tore erzielte.
Anschließend kehrte Arnold wieder zum 1. FC Lok Leipzig zurück. In der Saison 1981/82 wurde er ausschließlich wieder in der Nachwuchsoberliga eingesetzt. Auch 1982/83 gehörte er zum Kader der Nachwuchsmannschaft. Nur einmal, in der Begegnung des 7. Spieltages, wurde er in der Oberliga eingesetzt. Im Spiel FC Vorwärts Frankfurt – 1. FC Lok (1:1) wurde er in der 40. Minute für den Mittelfeldspieler Wolfgang Altmann eingewechselt. 
Zur  Saison 1983/84 wechselte Arnold zum DDR-Ligisten Chemie Böhlen. Er blieb dort bis zur Saison 1989/90 und hatte bei 226 ausgetragenen DDR-Liga-Spielen 192 Einsätze. Er war hauptsächlich Abwehrspieler, war aber auch mit sieben Toren erfolgreich. Außerdem wurde Arnold zwischen 1986 und 1989 in sechs DDR-Pokalspielen eingesetzt. 1986 erreichte er mit der BSG Chemie das Achtelfinale, das die Mannschaft gegen den Oberligaabsteiger und späteren Finalisten Hansa Rostock auswärts mit 1:3 verlor.  
In seiner letzten DDR-Liga-Saison 1989/90 bestritt Arnold bis zum zwölften Spieltag nur noch acht Ligaspiele, in denen er auch nur viermal in der Startelf stand. Damit hatte er nur einen geringen Anteil am Oberliga-Aufstieg der BSG Chemie Böhlen. Zur Saison 1990/91 fusionierten die Fußballsektionen der BSG Chemie Böhlen und der BSG Chemie Leipzig zum FC Sachsen Leipzig, in dessen Oberligakader Arnold nicht mehr vorkam. Er tauchte auch an anderer Stelle nicht mehr im oberen Ligenbereich auf. 